# Gebhard Johan Achaz von Alvensleben
Gebhard Johann Achaz von Alvensleben (Neugattersleben, 21 agosto 1764 – Woltersdorf, 23 aprile 1840) è stato un librettista e drammaturgo tedesco.

## Famiglia
Apparteneva ad una famiglia di origine prussiana e sassone, che annoverava tra i suoi antenati nel Quattrocento il condottiero Busso VII von Alvensleben e nel Cinquecento il conte Joachim I von Alvensleben, consigliere dell'elettore sassone Federico il Saggio, e i vescovi di Havelberg, Busso VIII von Alvensleben e Busso X von Alvensleben.
Era figlio del barone Achaz Heinrich von Alvensleben e della contessina Helena von Alvensleben (1745-1784); il fratello Johann Ernst von Alvensleben, maggiore di alcuni anni, fu un politico prussiano.

## Biografia
Alvensleben studiò grammatica all'università di Halle, e dopo gli studi si dedicò per qualche tempo alla carriera militare, servendo come sottotenente durante la Prima coalizione antifrancese del 1793, dove strinse amicizia con il visconte di Chateaubriand. Combatté in Palatinato e nelle Fiandre e nella disfatta di Valmy. Lasciò l'esercito nel 1794 dopo essere stato promosso tenente.
Perseguendo l'usanza della propria famiglia di sposarsi durante l'adolescenza, nel 1778, a quattordici anni aveva sposato la commediografa Friederike von Alvensleben, nata von Klinglin, dalla quale ebbe due figli, Johann Friedrich Karl II von Alvensleben, in seguito generale, ed Eduard von Alvensleben.
Nel 1795 ereditò i possedimenti di Randau e Woltersdorf. Su spinta della moglie, si dedicò alla stesura di libretti per opere. Divenne il principale librettista delle opere del compositore austriaco Adalbert Gyrowetz, per il quale scrisse tra il 1807 e il 1826 dodici libretti: Ida, die büssende, Emericke, Die Pagen des Herzogs von Vendôme, Der Sammtrock, Der betrogene Betrüger, Das zugemauerte Fenster, Der Augenarzt, Federica ed Adolfo, Robert, oder Die Prüfung, Helene, Die beiden Savoyarden, Il finto Stanislao, Des Kaisers Genesung. Si tratta soprattutto di opere in tedesco, tranne una in italiano, la cui trama spesso prende spunto da drammi o da leggende medievali.
Dopo la rottura con Gyrowetz, scrisse e pubblicò per proprio conto alcuni drammi, che traevano ugualmente spunto da vicende medioevali, tra i quali Der Graf von Pappenheim e Dodo zu Innhausen und Knyphausen, entrambi ambientati durante la guerra dei Trent'anni.
Dopo la morte della prima moglie si risposò prima con Karoline von Radecke, dalla quale ebbe due altri figli, Ludwig e Gebhard Karl Ludolf e poi con Friedericke Nantke, dalla quale ebbe Gebhard Nikolaus von Alvensleben.
Nel 1830 era stato fatto cavaliere dell'ordine di San Giovanni del baliaggio di Brandenburgo e governatore  del suo distretto.